# Trinovanter
Trinovanterne, eller trinobanterne var en keltisk stamme, som levede i det nuværende England før romernes invasion. Deres område lå på nordsiden af Themsen, i dagens Essex og Suffolk, og inkluderede også områder, som i dag er del af London. Navnet betyder "de stærke". Hovedstaden lå, hvor romerne anlagde Camulodunum, dagens Colchester. Dette regnes som et mulig sted for det mytiske Camelot.
Da Julius Cæsar invaderede de britiske øer i 55 f.Kr., blev trinovanterne styrtet af Cassivelaunus, som var høvding for catuvellaunerne. Deres egen høvding blev antagelig afsat af Cassivelaunus, og arvingen Mandubracius tog tilflugt hos romerne. Han gav vigtig information til romerne. Til gengæld blev han indsat som høvding over trinovanterne. Da romerne i år 9 blev slået af teutonerne under Arminius, blev deres opmærksomhed fjernet fra Mandubracius, og catuvellaunernes leder Cunobelin angreb dem og tog Camulodunum. 
Trinovanterne forsvandt dermed en tid som selvstændig stamme men dukkede op igen i 61, da de sluttede sig til Boadiceas oprør. Navnet havde da fået en ny form, Troi-novantes ("Det nye Troja"), noget som er kilden til Geoffrey af Monmouths påstand om, at det keltiske Britannien var grundlagt af Brutus, som havde sit ophav i Troja. 